# Cal Crutchlow
Cal Crutchlow (ur. 29 października 1985 roku w Coventry, Anglia) – brytyjski motocyklista.

## Kariera

### Początki
Cal w młodości grał w piłkę nożną w juniorskich klubach Coventry oraz Aston Villa. W wieku 11 lat swoją uwagę skoncentrował jednak na wyścigach motocyklowych. Zainteresowanie Crutchlowa wynikło z przeszłości jego ojca, który także był kierowcą motocyklowym. W 1999 roku triumfował w UK Challenge, natomiast dwa lata później w Aprilia Challenge. W sezonie 2003 został wicemistrzem Pucharu Yamahy.

### Brytyjskie Mistrzostwa Supersportów (2004-2006)
W latach 2004–2006 Crutchlow brał udział w Brytyjskich Mistrzostwach Supersport. W pierwszym sezonie startów Brytyjczyk zmagania zakończył na 10. miejscu. W drugim podejściu sześciokrotnie stanął na podium, po raz pierwszy na torze w Oulton Park, w którym zajął drugą pozycję. Odniósł także dwa zwycięstwa, a w klasyfikacji końcowej uplasował się na 3. miejscu. W 2006 roku został mistrzem serii, po zwyciężeniu w sześciu rundach. Przez wszystkie sezony ścigał się na motocyklu Honda.

### Brytyjskie Mistrzostwa Superbike'ów (2007-2008)
W sezonie 2007 rozpoczął starty w Brytyjskich Mistrzostwach Superbike. Dosiadając maszynę Suzuki dwunastokrotnie uplasował się w czołowej ósemce. Rywalizację zakończył trzecią lokatą na torze Brands Hatch. Zdobyte punkty sklasyfikowały go na 9. pozycji. W drugim roku startów Brytyjczyk powrócił do startów na Hondzie. Cal należał do czołówki, tym razem dwunastokrotnie stając na podium. Triumfował dwukrotnie – na Brands Hatch oraz Thruxton – natomiast w klasyfikacji generalnej znalazł się na 3. lokacie.

### World Supersport (2009)
Po raz pierwszy w MŚ Supersportów Brytyjczyk pojawił się z ”dziką kartą”, podczas rundy w Wielkiej Brytanii. Na maszynie Hondy osiągnął odpowiednio dziesiąte oraz piąte miejsce w latach 2005-2006. Trzy lata później Cal wziął udział w pełnym sezonie. Dosiadając tym razem motocykla Yamahy, Crutchlow już w pierwszym podejściu sięgnął po tytuł mistrzowski. W trakcie zmagań aż dziesięciokrotnie startował z pole position, z czego połowę wykorzystał do zwycięstwa.

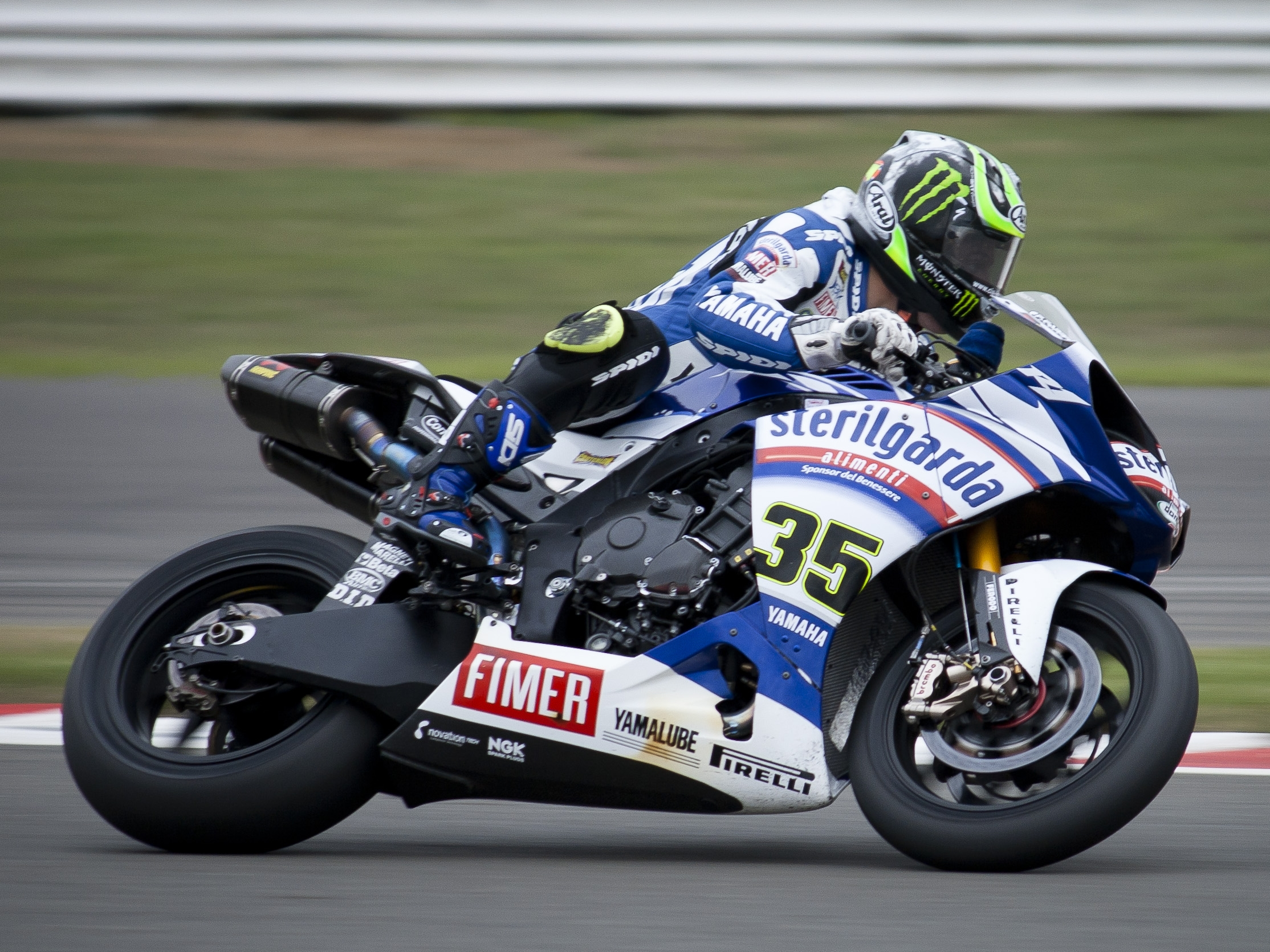
Cal Crutchlow podczas drugiego wyścigu WSBK na torze Silverstone w 2010 roku.

### World Superbike (2010)
W MŚ Superbike'ów Anglik (na Hondzie) zadebiutował w sezonie 2008, podczas rundy na torze Donington Park. Cal spisał się znakomicie, będąc w drugim wyścigu sklasyfikowanym na średnim stopniu podium. Kolejną szansę otrzymał kończącej sezon eliminacji w Estoril. Zmagania zakończył wówczas odpowiednio na czwartym oraz dziewiątym miejscu, a w ogólnej punktacji był dwudziesty trzeci.
W 2010 roku Brytyjczyk wystartował w pełnym wymiarze, będąc zawodnikiem fabrycznej ekipy Yamaha (jego partnerem został były mistrz serii James Toseland, od którego spisywał się wyraźnie lepiej). Crutchlow okazał się najskuteczniejszym kierowcą w kwalifikacjach, kilkakrotnie nawet bijąc rekord toru. Już w drugiej rundzie sezonu (na Estoril) Crutchlow sięgnął po pole position, natomiast dzień później osiągnął po raz pierwszy najniższy stopień podium (w drugim starcie). Sukces z kwalifikacji powtórzył również w kolejnej eliminacji (na Ricardo Tormo w Walencji), a także w RPA oraz w Czechach. Tempo w czasówce na wyścigi przełożył jednak dopiero na brytyjskim obiekcie Silverstone, gdzie odniósł pierwsze zwycięstwa, a zarazem dublet w karierze. Na najwyższym stopniu stanął jeszcze w przedostatnim wyścigu sezonu, na francuskim torze Magny-Cours. Tam po raz czwarty startował z pierwszej pozycji, dzięki czemu zwyciężył najwięcej sesji „Superpole”. Nierówny, aczkolwiek udany rok zakończył na 4. miejscu, z łącznym dorobkiem dziesięciu miejsc w pierwszej trójce (uzyskał także siedem najszybszych okrążeń, co również było najlepszym wynikiem ze wszystkich jeźdźców).

### MotoGP (2011-)
W sezonie 2011 Brytyjczyk awansował do MMŚ, podpisując kontrakt z satelicką ekipą Yamahy – Tech3. Zastąpił w niej Amerykanina Bena Spiesa. Anglik nie wyróżnił się niczym specjalnym w swoim debiutanckim występie z Yamahą, zaliczył kilka upadków i przez cały rok miał problemy z dostosowaniem swojego stylu jazdy do maszyny MotoGP, jako że wcześniej używał całkowicie innych opon (Pirelli) i motocykli (seria WSBK), przyznał potem, że myślałem nawet o zmianie serii w 2012.
Mając już za sobą pierwsze przeszkody, Cal podszedł do kolejnego sezonu z bojowym nastawieniem i nową motywacją, ciągle będąc zawodnikiem Tech 3 powitał w jego szeregach Andreę Dovizioso, z którym stoczył wiele zaciętych pojedynków, Włoch zastąpił doświadczonego Amerykanina, Colina Edwardsa. Dzięki świetnej jeździe Dovizioso i Crutchlowa, ekipa Tech 3 zajęła trzecie miejsce w klasyfikacji zespołów wyprzedzając m.in. fabryczną ekipę Ducati, Dovizioso aż 6 razy zajmował trzecie miejsce, natomiast Crutchlow dwa razy, Brytyjczyk w opinii wielu obserwatorów, poczynił wielkie postępy i z niecierpliwością oczekiwał sezonu 2013.
Rok ten był ostatnim z Tech 3, a Crutchlow po raz trzeci witał w zespole nowego team partnera, tym razem swojego rodaka, Bradleya Smitha. Cal osiągnął apogeum swojej formy i przez większość sezonu siedział na ogonie Valentino Rossiego, wielokrotnego mistrza świata MotoGP, #35 aż dwa razy stawał na drugim stopniu podium (Le Mans, Sachsenring) i tyle samo na trzecim (Mugello, Assen), ostatecznie uplasował się tuż za Rossim, na 5. miejscu z dorobkiem 188 punktów.
Podobnie, jak Dovizioso, Brytyjczyk był rozczarowany, że nie udało mu się wskoczyć na miejsce Bena Spiesa w fabrycznej ekipie Yamaha, dlatego 2014 postanowił spędzić z Ducati, gdzie czekał już jego stary znajomy, Andrea Dovizioso. Jego starty były nierówne (potrafił zająć 3. miejsce w Aragonii, by w trzech następnych wyścigów nie ukończyć), więc w klasyfikacji motocyklistów zajął odległe, 13. miejsce.
W sezonie 2015 jeździł dla LCR Honda, zajmując najwyższe, 3. miejsce w Argentynie, pięciokrotnie wycofywał się z wyścigów przed ich zakończeniem, tym samym Crutchlow zakończył mistrzostwa na ósmej lokacie.

## Statystyki

### Sezony
| Sezon | Klasa  | Motocykl      | Zespół                | Wyścigi | Zwycięstwa | Podia | PP | Najsz. okr. | Pkt. | Miejsce |
| ----- | ------ | ------------- | --------------------- | ------- | ---------- | ----- | -- | ----------- | ---- | ------- |
| 2011  | MotoGP | Yamaha YZR-M1 | Monster Yamaha Tech 3 | 16      | 0          | 0     | 0  | 0           | 70   | 12      |
| 2012  | MotoGP | Yamaha YZR-M1 | Monster Yamaha Tech 3 | 18      | 0          | 2     | 0  | 1           | 151  | 7       |
| 2013  | MotoGP | Yamaha YZR-M1 | Monster Yamaha Tech 3 | 18      | 0          | 4     | 2  | 0           | 188  | 5       |
| 2014  | MotoGP | Ducati GP14   | Ducati Team           | 17      | 0          | 1     | 0  | 0           | 74   | 13      |
| 2015  | MotoGP | Honda RC213V  | CWM LCR Honda         | 18      | 0          | 1     | 0  | 0           | 125  | 8       |
| 2016  | MotoGP | Honda RC213V  | LCR Honda             | 18      | 2          | 4     | 1  | 0           | 141  | 7       |
| Razem |        |               |                       | 105     | 2          | 12    | 3  | 1           | 749  |         |

* – sezon w trakcie

### Klasy wyścigowe
| Klasa  | Sezon | Pierwsze GP | Pierwsze podium | Pierwsza wygrana | Wyścigi | Wygrane | Podia | PP | Najsz. okr. | Pkt. | WCh. |
| ------ | ----- | ----------- | --------------- | ---------------- | ------- | ------- | ----- | -- | ----------- | ---- | ---- |
| MotoGP | 2011– | Katar 2011  | Czechy 2012     |                  | 92      | 0       | 8     | 2  | 1           | 613  | 0    |
| Razem  | 2011– |             |                 |                  | 92      | 0       | 8     | 2  | 1           | 613  | 0    |

### Starty
| Rok  | Klasa  | Motocykl | 1      | 2      | 3      | 4      | 5      | 6       | 7      | 8      | 9      | 10     | 11     | 12     | 13     | 14    | 15     | 16     | 17     | 18     | Poz. | Pkt. |
| ---- | ------ | -------- | ------ | ------ | ------ | ------ | ------ | ------- | ------ | ------ | ------ | ------ | ------ | ------ | ------ | ----- | ------ | ------ | ------ | ------ | ---- | ---- |
| 2011 | MotoGP | Yamaha   | QAT 11 | SPA 8  | POR 8  | FRA NU | CAT 7  | GBR DNS | NED 14 | ITA NU | GER 14 | USA NU | CZE NU | IND 11 | RSM 10 | ARA 9 | JPN 11 | AUS NU | MAL C  | VAL 4  | 12   | 70   |
| 2012 | MotoGP | Yamaha   | QAT 4  | SPA 4  | POR 5  | FRA 8  | CAT 5  | GBR 6   | NED 5  | GER 8  | ITA 6  | USA 5  | IND NU | CZE 3  | RSM NU | ARA 4 | JPN NU | MAL NU | AUS 3  | VAL NU | 7    | 151  |
| 2013 | MotoGP | Yamaha   | QAT 5  | AME 4  | SPA 5  | FRA 2  | ITA 3  | CAT NU  | NED 3  | GER 2  | USA 7  | IND 5  | CZE 17 | GBR 7  | RSM 6  | ARA 6 | MAL 6  | AUS 4  | JPN 7  | VAL NU | 5    | 188  |
| 2014 | MotoGP | Ducati   | QAT 6  | AME NU | ARG    | SPA NU | FRA 11 | ITA NU  | CAT NU | NED 9  | GER 10 | IND 8  | CZE NU | GBR 12 | RSM 9  | ARA 3 | JPN NU | AUS NU | MAL NU | VAL 5  | 74   | 13   |
| 2015 | MotoGP | Honda    | QAT 7  | AME 7  | ARG 3  | SPA 4  | FRA NU | ITA NU  | CAT NU | NED 6  | GER 7  | IND 8  | CZE NU | GBR NU | RSM 11 | ARA 7 | JPN 6  | AUS 7  | MAL 5  | VAL 9  | 8    | 125  |
| 2016 | MotoGP | Honda    | QAT NU | ARG NU | AME 16 | ESP 11 | FRA NU | ITA 11  | CAT 6  | NED NU | GER 2  | AUT 15 | CZE 1  | GBR 2  | SMR 8  | ARA 5 | JPN 5  | AUS 1  | MAL NU | VAL NU | 7    | 141  |

* – sezon w trakcie